# Friesthorpe
Friesthorpe is een civil parish in het Engelse graafschap Lincolnshire.